# Улица Блюхера (Челябинск)
Улица Блюхера расположена в Советском районе города Челябинск. Является продолжением Свердловского проспекта и переходит в Уфимский тракт. Своё начало берет от улицы Курчатова и заканчивается пересечением с Нефтебазовой улицей. Протяженность улицы около 6,2 км . Является важной транспортной артерией города.

## История
Получила своё название в честь участника Гражданской войны В. К. Блюхера, начавшего свою военную карьеру именно в Челябинске.

## Примечательные здания и сооружения
На улице Блюхера находятся: часть медгородка (часть Челябинской областной клинической больницы (территориально, адресно вся относится к улице Воровского, 70), Челябинская областная детская клиническая больница, Челябинский областной клинический центр онкологии и ядерной медицины, Челябинский областной клинический терапевтический госпиталь ветеранов войн, Челябинская областная детская туберкулёзная больница), автостанция «Областная больница», Челябинский энергетический колледж, управление Пенсионного Фонда Советского района, Лесное кладбище с мемориальным комплексом.

## Транспорт
По улице проходят трамвайные (на участке от ул. Курчатова до ул. Салтыкова) маршруты — № 6, 17, 20; троллейбусные (на участке от ул. Салтыкова до ул. Днепропетровской) маршруты — № 5, 7 , 12, 16; автобусные маршруты — № 14, 28, 51, 52, 66, 80.